# Stazione di Kumagaya
La stazione di Kumagaya (熊谷駅?, Kumagaya-eki) è una stazione ferroviaria della città di Kumagaya, nella prefettura di Saitama in Giappone utilizzata dai servizi Shinkansen e da alcune linee locali, quali le Shōnan-Shinjuku e Takasaki della JR East e la Chichibu Railway.

## Linee
East Japan Railway Company
 Jōetsu Shinkansen
 Nagano Shinkansen
■ Linea Takasaki
■ Linea Shōnan-Shinjuku
 Chichibu Railway
● Linea principale Chichibu

## Struttura
La stazione è dotata di due marciapiedi laterali con due binari in superficie.
| 1-2 | ■ Linea Takasaki            | per Ōmiya, Urawa e Ueno                        |
| 1-2 | ■ Linea Shōnan-Shinjuku     | per Ōmiya, Shinjuku, Yokohama, Ōfuna e Odawara |
| 3-4 | ■ Linea Takasaki            | per Kagohara, Honjō, Takasaki e Maebashi       |
| 5   | ● Linea principale Chichibu | per Gyōdashi e Hanyū                           |
| 6   | ● Linea principale Chichibu | per Yorii, Chichibu e Mitsumineguchi           |
| 11  | Shinkansen                  | binario di servizio                            |
| 12  | Jōetsu Shinkansen           | per Ōmiya, Ueno e Tokyo                        |
| 13  | Jōetsu Shinkansen           | per Takasaki, Nagaoka e Niigata                |
| 13  | Nagano Shinkansen           | per Takasaki, Karuizawa e Nagano               |

## Stazioni adiacenti
| «                                   | Servizio                                                      | »                                   |
| Jōetsu Shinkansen Nagano Shinkansen | Jōetsu Shinkansen Nagano Shinkansen                           | Jōetsu Shinkansen Nagano Shinkansen |
| ----------------------------------- | ------------------------------------------------------------- | ----------------------------------- |
| Ōmiya                               | -                                                             | Honjō-Waseda                        |
| Linea Takasaki                      |                                                               |                                     |
| Linea Shōnan-Shinjuku               |                                                               |                                     |
| Gyōda                               | Locale Rapido Shōnan Shinjuku                                 | Kagohara                            |
| Kōnosu                              | Rapido Urban Rapido pendolari Rapido Speciale Shōnan Shinjuku | Kagohara                            |
| Linea principale Chichibu           |                                                               |                                     |
| Mochida                             | Locale                                                        | Kami-Kumagaya                       |
| Capolinea                           | Chichibuji Paleo Express                                      | Takekawa                            |